# Festival di San Sebastián 1955

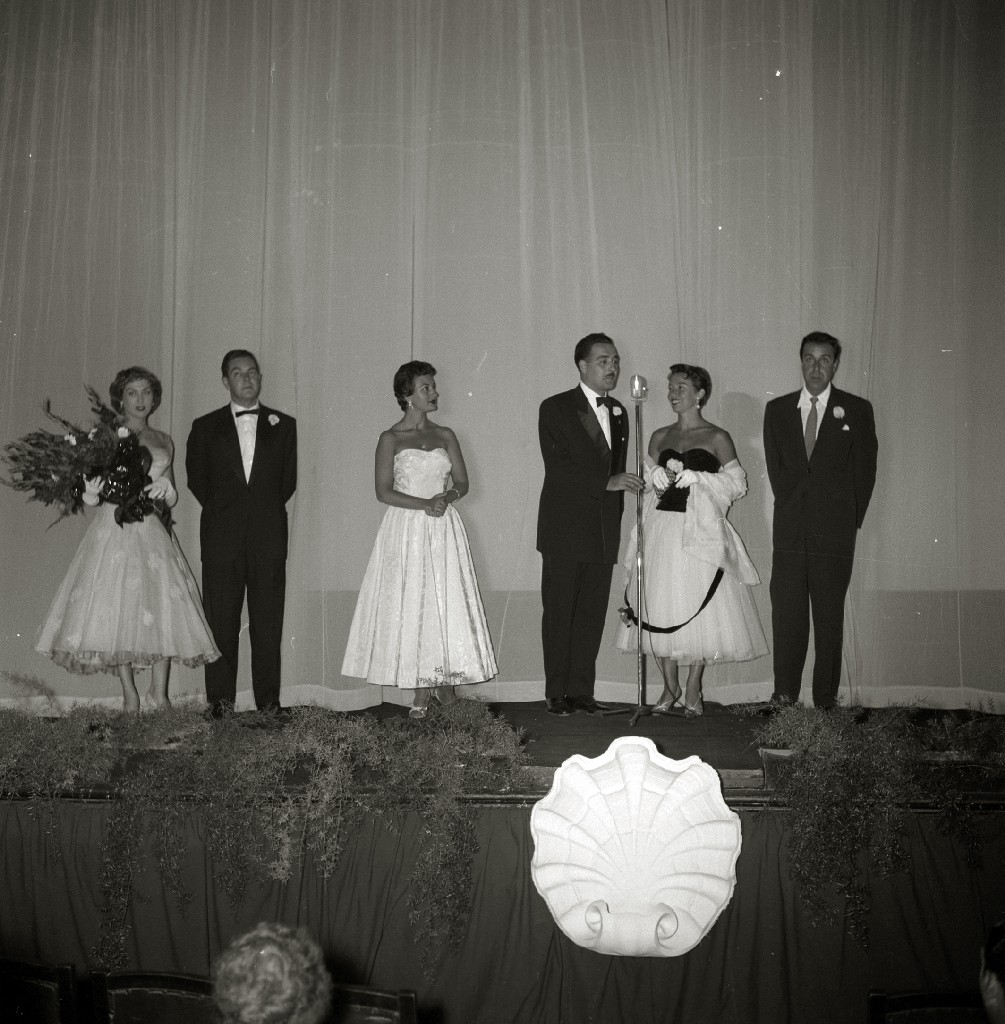
Festival di San Sebastián 1955

La 3ª edizione del Festival internazionale del cinema di San Sebastián si è svolta al Teatro Victoria Eugenia di San Sebastián dal 19 al 26 luglio 1955. Per la prima volta viene assegnato il premio denominato Concha (lett. "conchiglia").

## Giuria
- José Camón Aznar
- Menchu Gal
- Luis Gómez Mesa
- Miguel Pérez Ferrero
- Louis Touchages
- Giovanni Piergili
- Günter Schwartz
- Gavin Lambert

## Film in concorso
- Ventimila leghe sotto i mari (20,000 Leagues Under the Sea), regia di Richard Fleischer
- Alì Babà (Ali Baba et les 40 voleurs), regia di Jacques Becker
- Cavalleria rusticana, regia di Carmine Gallone
- Contraband Spain (Inedito in Italia), regia di Lawrence Huntington e Julio Salvador
- Der Pfarrer von Kirchfeld (Inedito in Italia), regia di Hans Deppe
- Giorni d'amore, regia di Giuseppe De Santis
- La grande speranza, regia di Duilio Coletti
- La guerra privata del maggiore Benson (The Private War of Major Benson), regia di Jerry Hopper
- La principessa delle Canarie, regia di Paolo Moffa
- La pícara molinera (Inedito in Italia), regia di León Klimovsky
- Mademoiselle de Paris (Inedito in Italia), regia di Walter Kapps
- Quattro in medicina (Doctor in the House), regia di Ralph Thomas
- Shaitan, il diavolo avventuroso (Fortune carrée), regia di Bernard Borderie

## Premi
- Concha de Plata al miglior colore: Giorni d'amore, regia di Giuseppe De Santis
- Migliore regista: Giuseppe De Santis per Giorni d'amore
- Migliore fotografia: Otello Martelli per Giorni d'amore, regia di Giuseppe De Santis
- Menzione speciale della giuria: La pícara molinera (Inedito in Italia), regia di León Klimovsky
- Concha de Plata al miglior colore (cortometraggio di Walt Disney): Tà-tà Tì-tì Zin-zin Bum! (Toot, Whistle, Plunk and Boom),  regia di Ward Kimball e Charles A. Nichols
- Coppa della Fama assegnata dalla rivista Triunfo a: Carmen Sevilla